# Zentrygon linearis
Zentrygon linearis е вид птица от семейство Гълъбови (Columbidae).

## Разпространение
Видът е разпространен във Венецуела, Колумбия и Тринидад и Тобаго.